# Jane the Virgin
Jane the Virgin là bộ phim hài lãng mạn phim truyền hình dài tập của Mỹ được phát triển bởi Jennie Snyder Urman, ra mắt trên The CW vào ngày 13 tháng 10 năm 2014. Đây là bản chuyển thể lỏng lẻo của telenovela Juana la virgen của Venezuela được Perla Farías tạo ra. Bộ phim có sự tham gia của Gina Rodriguez trong vai Jane Villanueva, một cô gái Latina trẻ tuổi có khả năng lao động, đang có thai sau khi vô tình bị thụ tinh nhân tạo. Chương trình nhại lại các thiết bị thường được sử dụng trong các bộ lạc điện tử Latinh.
Jane the Virgin đã nhận được lời khen ngợi từ khi ra mắt. Tại Giải Quả Cầu Vàng 72, Gina Rodriguez đã giành được giải thưởng Nữ diễn viên chính xuất sắc nhất - Phim truyền hình, Phim hay Âm nhạc hài hước, trong khi chương trình được đề cử cho Phim truyền hình xuất sắc nhất - Musical or Comedy. Bộ phim cũng nhận được giải thưởng Peabody và được Viện phim Mỹ bình chọn là Chương trình truyền hình của năm.
Bắt đầu với tập phim thứ tư của bộ phim thứ ba, tiêu đề trên màn hình đã được sửa đổi, trong đó "The Virgin" đã thay thế cho mỗi tập phim. Điều này phản ánh cốt truyện, trong đó Jane không còn là một trinh nữ nữa.

## Cơ sở
Jane Gloriana Villanueva, một phụ nữ Mỹ gốc Venezuela giàu có, làm việc chăm chỉ, có truyền thống gia đình và thề sẽ cứu vãn trinh tiết của mình cho tới khi kết hôn với bạn trai thám tử của cô ấy là phức tạp khi một bác sĩ lầm tưởng nhân tạo thụ tinh trong suốt quá trình kiểm tra. Để làm cho vấn đề tồi tệ hơn, nhà tài trợ sinh học là một người đàn ông đã lập gia đình, một cựu playboy và người sống sót ung thư, người không chỉ là chủ sở hữu mới của khách sạn nơi Jane làm việc, mà còn là người yêu cũ của cô. Ngoài việc thích nghi với thời kỳ mang thai và sau đó là làm mẹ, trong những giai đoạn ban đầu, Jane đang phải đối mặt với những câu hỏi về tương lai nghề nghiệp của mình và viễn cảnh khó khăn khi lựa chọn giữa cha của đứa bé hoặc bạn trai. Khi series phát triển, theo cách thức dự đoán được không thể đoán trước được của telenovela, sự thay đổi về các vấn đề khi con cô lớn lên thành một đứa trẻ mới biết đi, sự nghiệp viết tay của cô tiến lên phía trước, và các thành viên trong gia đình cô cũng phát triển các cốt truyện độc lập.

## Diễn viên

### Chủ yếu
- Gina Rodriguez trong vai Jane Gloriana Villanueva
  - Jenna Ortega trong vai Young Jane
- Andrea Navedo trong vai Xiomara "Xo" Gloriana Villanueva
- Yael Grobglas trong vai Petra Solano (birthname: Natalia Fruôcek)
- Justin Baldoni trong vai Rafael Solano
- Ivonne Coll trong vai Alba Gloriana Villanueva
- Brett Dier trong vai Michael Cordero, Jr. (mùa 1-3)
- Jaime Camil trong vai Rogelio de la Vega
- Elias Janssen trong vai Mateo Gloriano Rogelio Solano Villanueva
  - Aria Rose Garcia trong vai trẻ mới biết đi Mateo Gloriano Rogelio Solano Villanueva
- Anthony Mendez (voice over) trong vai người kể chuyện Latin Lover

### Định kỳ
- Yara Martinez trong vai Dr. Luisa Alver
- Bridget Regan trong vai Rose
  - Megan Ketch trong vai Susanna Barnett (mùa 2)
  - Elisabeth Röhm trong vai Eileen (mùa 3)
- Mia và Ella Allan trong vai Anna và Elsa Solano (mùa 2-hiện tại)
- Carlo Rota trong vai Emilio Solano (mùa 1)
- Michael Rady as Lachlan Moore (mùa 1-2)
- Azie Tesfai trong vai thám tử Nadine Hansan (mùa 1-2)
- Camille Collard trong vai Frankie (mùa 1)
- Brian Dare trong vai Luca (mùa 1-2)
- Vanessa Merrell và Veronica Merrell trong vai Valeria và Victoria (mùa 1-2)
- Priscilla Barnes trong vai Magda
- Yael Grobglas trong vai Anezka (mùa 2-4)
- Adam Rodriguez trong vai Jonathan Chavez (mùa 2)
- Brian Jordan Alvarez trong vai Wesley Masters (mùa 2)
- Alano Miller trong vai Roman Zazo (mùa 1)
  - Alano Miller trong vai Aaron Zazo (mùa 1)
- Rita Moreno trong vai Liliana De La Vega (mùa 1-2)
- Cástulo Guerra trong vai Manuel De La Vega (mùa 2)
- Dennis Mencia trong vai Mateo Villanueva (mùa 2)
- Sofia Pernas trong vai Catalina Maria Mora (mùa 3)
- Ricardo Chavira trong vai Bruce (mùa 3-hiện tại)
- Justina Machado trong vai Darci Factor (mùa 3-hiện tại)
- Alfonso DiLuca trong vai Jorge (mùa 3-hiện tại)
- Johnny Messner trong vai Chuck Chesser (mùa 3-hiện tại)
- Francisco San Martin trong vai Fabian (mùa 3-hiện tại)
- Tyler Posey trong vai Adam Alvaro (mùa 3-hiện tại)